# رگرسیون چندک
رگرسیون چندک یکی از روش‌های تحلیل رگرسیون است که در آن برخلاف رگرسیون خطی که هدف تخمین میانگین متغیر وابسته است یک یا چند چندکِ متغیر وابسته محاسبه می‌شود است. رگرسیون چندک معمولاً با داده‌های پرت بهتر از رگرسیون معمولی کار می‌کند و پیش‌فرضهای کمتری دارد، من‌جمله اینکه توزیع شرطی متغیر وابسته ضرورتاً لازم نیست توزیعی طبیعی باشد. همچنین رگرسیون چندک در مسائلی به کار می‌رود که هدف به دست آوردن توزیع مشروط متغیر وابسته باشد نه فقط یک آماره از آن مانند میانگین؛ چه که با استفاده از چندک‌های یک توزیع می‌توان کل توزیع را تقریب زد.

## رابطه ریاضی
اگر  {\displaystyle F_{Y}(y)=P(Y\leq y)} تابع توزیع تجمعیِ متغیر  {\displaystyle Y} باشد، و {\displaystyle \tau } عددی در  {\displaystyle (0,1)} باشد، آنگاه چندک مرتبط با این عدد به این شکل تعریف می‌شود:
{\displaystyle Q_{Y}(\tau )=F_{Y}^{-1}(\tau )=\inf \left\{y:F_{Y}(y)\geq \tau \right\}}
می‌توان نشان‌داد که:
{\displaystyle Q_{Y}(\tau )={\underset {u}{\min }}\,E(\rho _{\tau }(Y-u))={\underset {u}{\min }}\,\left\{(\tau -1)\int _{-\infty }^{u}(y-u)dF_{Y}(y)+\tau \int _{u}^{\infty }(y-u)dF_{Y}(y)\right\}}
که در اینجا {\displaystyle \rho _{\tau }(y)=y(\tau -\mathbb {I} _{(y<0)})}است. حال اگر تابع توزیع تجمعی را نداشته باشیم و فقط  {\displaystyle n} نمونه از توزیع متغیر داشته باشیم آنگاه چندک متغیر را با بهینه‌سازی پایین می‌توان به‌دست‌آورد.
{\displaystyle {\hat {Q}}_{Y}(\tau )={\underset {u\in \mathbb {R} }{\mbox{arg min}}}\sum _{i=1}^{n}\rho _{\tau }\left(y_{i}-u\right)={\underset {u\in \mathbb {R} }{\mbox{arg min}}}\left[(\tau -1)\sum _{y_{i}<u}(y_{i}-u)+\tau \sum _{y_{i}\geq u}(y_{i}-u)\right]}
حال اگر چندکِ متغیر وابسته را با ترکیبی خطی از متغیرهای مستقل تخمین بزنیم آنگاه هدف مسئله رگرسیون خطی پیدا کردن ضرایبی خواهد بود که داده‌های وابسته را به چندکشان نزدیک کند:
{\displaystyle {\vec {\hat {\beta }}}_{\tau }={\underset {\vec {\beta }}{\mbox{arg min}}}\sum _{i=1}^{n}\rho _{\tau }\left(y_{i}-{\vec {\beta }}\,.\,{\vec {x}}_{i}\right)}
این مسئله بهینه‌سازی با کمک برنامه‌ریزی خطی حل می‌شود. اگر  {\displaystyle \tau } با {\displaystyle 0.5} برابر باشد، رگرسیون خطی، میانه را تخمین خواهد زد و تابع هزینه به مجموع قدر مطلق تفاضل پیش‌بینی و داده وابسته تغییر شکل می‌یابد:
{\displaystyle {\vec {\hat {\beta }}}_{0.5}={\underset {\vec {\beta }}{\mbox{arg min}}}\sum _{i=1}^{n}\rho _{0.5}\left(y_{i}-{\vec {\beta }}\,.\,{\vec {x}}_{i}\right)={\underset {\vec {\beta }}{\mbox{arg min}}}\sum _{i=1}^{n}\left|y_{i}-{\vec {\beta }}\,.\,{\vec {x}}_{i}\right|}

## کاربرد
رگرسیون چندک در علوم بوم‌شناسی کاربرد فراوانی دارد. معمولاً به علت پیچیدگی و تعداد زیاد عوامل تأثیرگذار در یک رویداد طبیعی، توزیع‌های شرطی متغیرهای وابسته اغلب واریانس بالا و غیرهمسانی دارند که باعث می‌شود رابطه بین متغیرهای مستقل و میانگین توزیع شرطی ضعیف شود؛ تقریب کل توزیع شرطی با استفاده از برآورد خطی چندک‌های توزیع شرطی دارای اطلاعات بیشتری برای پژوهشگران این رشته است و این تقریب از طریق رگرسیون چندک به دست می‌آید.